# أوغورلي محمد
أوغورلي محمد  (أو محمد الناجح) بن  حسن قوصون (بالفارسية: اغورلو محمد بن اوزون حسن) هو قائد من الآق قويونلو، والده حسن قوصون بن علي، أما ابنه فهو السلطان أحمد كوده، كما حكم من إخوته خليل ويعقوب.
زوجته هي جوهر سلطان بنت محمد الفاتح.
شغل أغورلو محمد منصب والي شيراز للفترة 1473 — 1474، ثم والي سيواس للفترة 1474 — 1477 حيث قتله أخوه خليل في أرزنجان ليزيحه عن خلافة والدهما.